# アレクセイ・ボロビチン
アレクセイ・ボロビチン（Aleksey Alekseyevich Borovitin、ロシア語；Алексей Алексеевич Боровитин1954年2月14日 - ）は、ロシア・ソビエト連邦社会主義共和国（現在のロシア連邦）キーロフ州キーロフ出身の元スキージャンプ選手。1970年代にソビエト連邦代表として活躍した。

## プロフィール
1974年ノルディックスキー世界選手権70ｍ級で弱冠20歳ながら銅メダルを獲得。
1976年インスブルックオリンピックでは70m級15位、90m級19位、
1977年のスキーフライング世界選手権で4位、ホルメンコーレン大会では優勝した。
1978年ノルディックスキー世界選手権70ｍ級で2大会連続となる銅メダルを獲得。
1980年レークプラシッドオリンピックでは70m級21位、90m級36位の成績を残した。
1981年限りで現役引退。